# Lopatnik pri Velenju
Lopatnik pri Velenju je naselje v Mestni občini Velenje.